# El hueso
El hueso és una pel·lícula còmica espanyola rodada el 1967 que suposà el debut com a director d'Antonio Giménez-Rico i de la protagonista Charo López, amb base a un guió del mateix Giménez Rico, Ángel Llorente, Fernando Moreno i José María Otero. Pretenia ser una paròdia sobre El Cid, i com a conseqüència la censura li va impedir rodar en escenaris naturals per tal que no es reconegués la història. Charo López rebé el Premi Antonio Barbero de les medalla del Cercle d'Escriptors Cinematogràfics de 1968 pel seu paper al film.

## Sinopsi
En una petita ciutat castellana es descobreix que un noble francès té l'os de la mà de l'heroi local Nuño Pérez de Gormar. Aleshores tots els veïns i forces vives del poble abandonen la seva tasca per recuperar el que consideren que és un símbol del seu passat.

## Repartiment
- Cassen - Antonio Fernández
- Charo López - Rosario
- Jesús Franco - L'alcalde
- Josep Maria Caffarel - Don Enrique